# إبراهیم الهندي
إبراهيم بن صالح الهندي الصنعاني (توفي 1690م) هو شاعر يمني من شعراء القرن السابع عشر. قدم والده من الهند إلى اليمن فأسلم. له ديوان من القصائد فضلا عن عمل يسمى إثبات الاحتجاج. ترك إبراهيم الهندي العديد من المدائح لشيوخ اليمن المعاصرين.